# Fausto Tozzi
Fausto Tozzi (Roma, 29 de octubre de 1921-Roma, 10 de diciembre de 1978) fue un actor y guionista de cine italiano. Apareció en 70 películas entre 1951 y 1978. Escribió el guion de El vencedor derrotado, que se presentó en el Festival Internacional de Cine de Berlín de 1959. También dirigió una película, Trastevere.

## Biografía
Nacido en Roma, después de graduarse en contabilidad realizó varios trabajos humildes, entre ellos vendedor ambulante y taxidermista de aves. Fue introducido en la industria cinematográfica por Sergio Amidei, para quien trabajó como taquígrafo. A través de Amidei, Tozzi conoció a Renato Castellani, con quien colaboró como guionista de El profesor, mi hijo (1946) y Bajo el sol de Roma (1948, basada en un cuento original de Tozzi). A principios de la década de 1950, también comenzó a trabajar como asistente de dirección y como actor, a veces siendo elegido para papeles principales. Sus papeles típicos eran los de hombres duros y villanos. También estuvo activo en el escenario, donde es más conocido por el papel de Gnecco en Rugantino, y en la televisión, en la que es muy conocido por su interpretación de Menelao en L'Odissea.
Murió de insuficiencia respiratoria a los 57 años.

## Filmografía parcial
- Donne senza nome (1950)
- La ciudad se defiende (1951)
- Il caimano del Piave (1951)
- Fratelli d'Italia (1952)

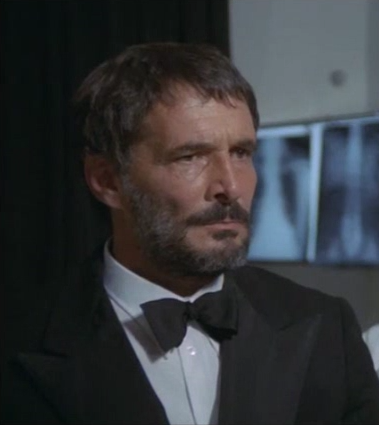
Tozzi en Per grazia ricevuta (1971).

- Il brigante di Tacca del Lupo, (1952)
- Siempre Carmen (1953)
- Musoduro (1953, también guionista)
- I cinque dell'Adamello (1954)
- Nel gorgo del peccato (1954)
- La corda d'acciaio (1954)
- Casa Ricordi  (1954)
- Casta Diva (1954)
- Divisione Folgore (1954)
- La ciudad perdida (1955)
- Il mantello rosso (1955)
- Un po' di cielo (1955)
- La ladra (1955)
- Canzoni di tutta Italia (1955)
- Beatrice Cenci (1956)
- La grande caccia (1957)
- Il cielo brucia (1957)
- El Alamein (1957)
- Quando gli angeli piangono (1958)
- Le secret du Chevalier d'Éon (1959)
- La notte del grande assalto (1959)
- Quai des illusions (1959)
- Questo amore ai confini del mondo (1960)
- De los Apeninos a los Andes (1960)
- Costantino il Grande (1960)
- Saint-Tropez Blues (1961)
- Im Stahlnetz des Dr. Mabuse (1961)
- Le meraviglie di Aladino (1961)
- El Cid (1961)
- La congiura dei dieci (1962)
- Marcia o crepa (1962)
- Il giorno più corto (1963)
- Shéhérazade (1963)
- Gibraltar (1964)
- La visita del rencor (1964)
- Der Schatz der Azteken (1965)
- The Agony and the Ecstasy (1965)
- I coltelli del vendicatore (1966)
- The Sailor from Gibraltar  (1967)
- El hombre que mató a Billy el Niño (1967)
- The Appointment  (1969)
- Odissea (1969)
- Cabalgando al infierno (1970)
- La faute de l'abbé Mouret (1970)
- The Deserter (1970)
- Mazzabubù... Quante corna stanno quaggiù?  (1971)
- Per grazia ricevuta (1971)
- Afyon - Oppio (1972)
- Los secretos de la Cosa Nostra (1972)
- All'ultimo minuto, episodio Il rapido delle 13.30 (1972)
- L'altra faccia del padrino (1973)
- Chino (1973)
- Dio, sei proprio un padreterno! (1973)
- La mano spietata della legge (1973)
- Los que no perdonan (1973)
- Crazy Joe (1974)
- Las amazonas (1974)
- La polizia interviene: ordine di uccidere! (1975)
- L'altro Dio (1975)
- Gli esecutori (1976)
- Il colpaccio (1976)
- Paura in città (1976)
- ¡Oh, Serafina! (1976)
- El corcel negro (1979)